# Seznam obcí v Česku s nejnižším počtem obyvatel

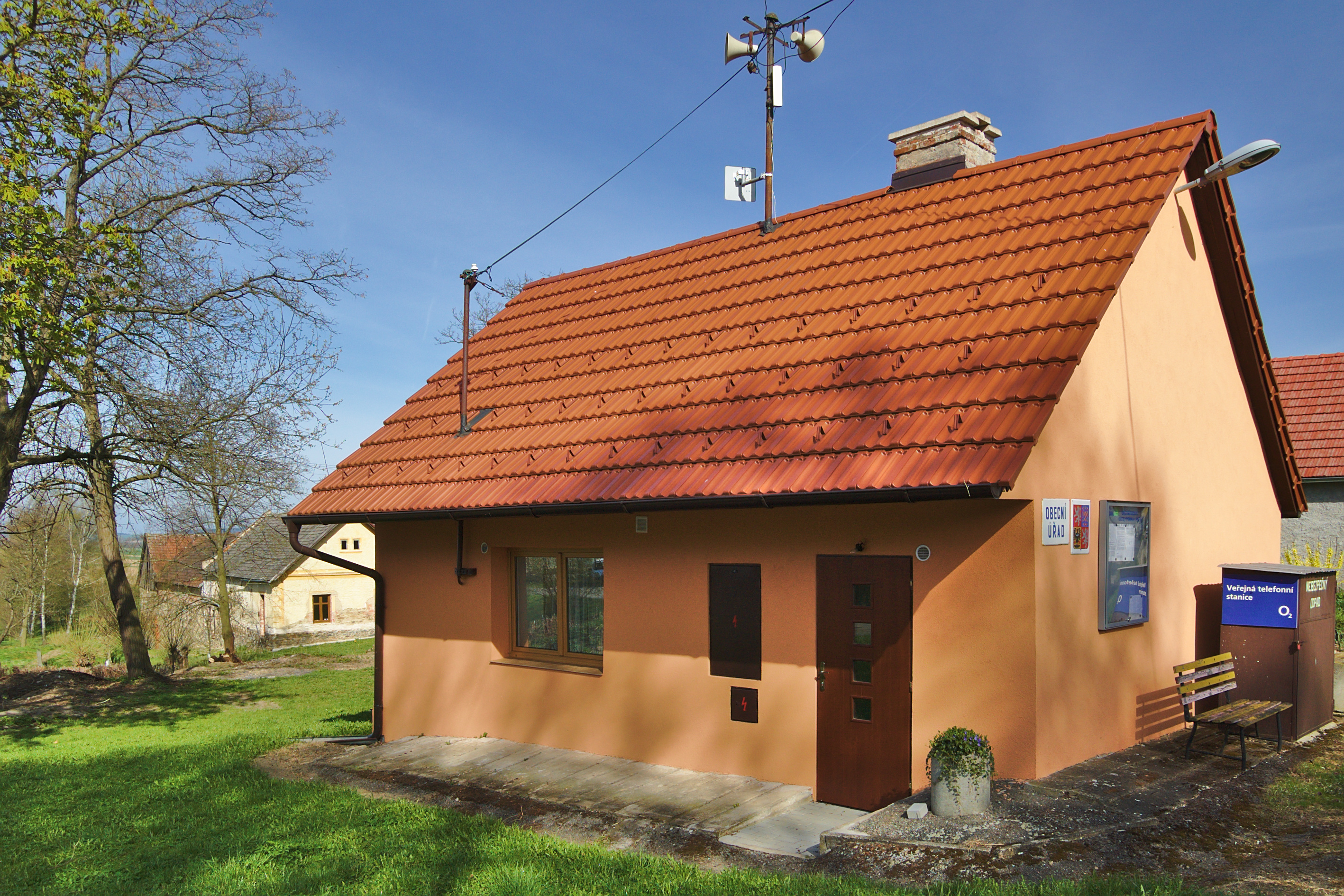
Obecní úřad ve Vysoké Lhotě, která byla v roce 2024 obcí s nejmenším počtem obyvatel

Tento seznam obsahuje obce v České republice s nejnižším počtem obyvatel. Obsahuje všechny obce s počtem obyvatel 100 nebo nižším. Mezi těmito obcemi je i jedno město, a sice Přebuz v Karlovarském kraji.
Zákony nestanovují minimální počet obyvatel obce, obec jakožto veřejnoprávní korporace úředně nezaniká ani úplným vylidněním. Obec nově vznikající oddělením od jiné obce však musí mít nejméně 1000 obyvatel. Podle údajů Ministerstva vnitra ke dni 1. ledna 2012 z celkového počtu 6245 obcí v České republice žilo v 4867 obcích méně než 1000 obyvatel, z toho v 3522 méně než 500, z toho v 467 méně než 100 obyvatel.

## Seznam
Následující přehled, zahrnující 392 obcí se 100 a méně obyvateli, vychází z údajů Českého statistického úřadu k 1. lednu 2025. Seznam nezahrnuje vojenské újezdy.
| #   | Článek                        | Počet obyvatel | Okres                     | Kraj                 |
| --- | ----------------------------- | -------------- | ------------------------- | -------------------- |
| 1   | Vysoká Lhota                  | 16             | okres Pelhřimov           | Kraj Vysočina        |
| 2   | Čilá                          | 19             | okres Rokycany            | Plzeňský kraj        |
| 3   | Bludov                        | 25             | okres Kutná Hora          | Středočeský kraj     |
| 4   | Minice                        | 28             | okres Písek               | Jihočeský kraj       |
| 5   | Čejkovice                     | 28             | okres Kutná Hora          | Středočeský kraj     |
| 6   | Kaničky                       | 31             | okres Domažlice           | Plzeňský kraj        |
| 7   | Spělkov                       | 33             | okres Žďár nad Sázavou    | Kraj Vysočina        |
| 8   | Hradiště                      | 35             | okres Benešov             | Středočeský kraj     |
| 9   | Staňkovice                    | 35             | okres Litoměřice          | Ústecký kraj         |
| 10  | Zadní Střítež                 | 36             | okres Tábor               | Jihočeský kraj       |
| 11  | Studená                       | 37             | okres Plzeň-sever         | Plzeňský kraj        |
| 12  | Vanůvek                       | 37             | okres Jihlava             | Kraj Vysočina        |
| 13  | Zblovice                      | 37             | okres Znojmo              | Jihomoravský kraj    |
| 14  | Ústup                         | 37             | okres Blansko             | Jihomoravský kraj    |
| 15  | Hvožďany                      | 38             | okres Domažlice           | Plzeňský kraj        |
| 16  | Kostelec                      | 38             | okres Jičín               | Královéhradecký kraj |
| 17  | Šléglov                       | 38             | okres Šumperk             | Olomoucký kraj       |
| 18  | Chlum-Korouhvice              | 39             | okres Žďár nad Sázavou    | Kraj Vysočina        |
| 19  | Chobot                        | 39             | okres Strakonice          | Jihočeský kraj       |
| 20  | Vysoká                        | 39             | okres Svitavy             | Pardubický kraj      |
| 21  | Těchařovice                   | 40             | okres Příbram             | Středočeský kraj     |
| 22  | Vápovice                      | 40             | okres Jihlava             | Kraj Vysočina        |
| 23  | Hostějov                      | 41             | okres Uherské Hradiště    | Zlínský kraj         |
| 24  | Želivsko                      | 41             | okres Svitavy             | Pardubický kraj      |
| 25  | Bohunice                      | 44             | okres Prachatice          | Jihočeský kraj       |
| 26  | Jankov                        | 44             | okres Pelhřimov           | Kraj Vysočina        |
| 27  | Kratušín                      | 44             | okres Prachatice          | Jihočeský kraj       |
| 28  | Bradáčov                      | 45             | okres Tábor               | Jihočeský kraj       |
| 29  | Chýstovice                    | 45             | okres Pelhřimov           | Kraj Vysočina        |
| 30  | Dobrohošť                     | 45             | okres Jindřichův Hradec   | Jihočeský kraj       |
| 31  | Lhota u Olešnice              | 45             | okres Blansko             | Jihomoravský kraj    |
| 32  | Lužice                        | 45             | okres Prachatice          | Jihočeský kraj       |
| 33  | Mutkov                        | 45             | okres Olomouc             | Olomoucký kraj       |
| 34  | Podhradí nad Dyjí             | 45             | okres Znojmo              | Jihomoravský kraj    |
| 35  | Zlátenka                      | 45             | okres Pelhřimov           | Kraj Vysočina        |
| 36  | Hájek                         | 46             | okres Strakonice          | Jihočeský kraj       |
| 37  | Radějovice                    | 46             | okres Strakonice          | Jihočeský kraj       |
| 38  | Rosička                       | 46             | okres Žďár nad Sázavou    | Kraj Vysočina        |
| 39  | Sloupno                       | 46             | okres Havlíčkův Brod      | Kraj Vysočina        |
| 40  | Kuřimany                      | 47             | okres Strakonice          | Jihočeský kraj       |
| 41  | Maňovice                      | 47             | okres Klatovy             | Plzeňský kraj        |
| 42  | Račice                        | 48             | okres Žďár nad Sázavou    | Kraj Vysočina        |
| 43  | Svojkovice                    | 48             | okres Jihlava             | Kraj Vysočina        |
| 44  | Všepadly                      | 48             | okres Domažlice           | Plzeňský kraj        |
| 45  | Chleby                        | 49             | okres Benešov             | Středočeský kraj     |
| 46  | Chlum                         | 49             | okres Rokycany            | Plzeňský kraj        |
| 47  | Hradiště                      | 49             | okres Rokycany            | Plzeňský kraj        |
| 48  | Líšná                         | 49             | okres Žďár nad Sázavou    | Kraj Vysočina        |
| 49  | Polánka                       | 49             | okres Plzeň-jih           | Plzeňský kraj        |
| 50  | Slověnice                     | 49             | okres Benešov             | Středočeský kraj     |
| 51  | Vlkov                         | 49             | okres České Budějovice    | Jihočeský kraj       |
| 52  | Županovice                    | 49             | okres Jindřichův Hradec   | Jihočeský kraj       |
| 53  | Milasín                       | 50             | okres Žďár nad Sázavou    | Kraj Vysočina        |
| 54  | Moravecké Pavlovice           | 50             | okres Žďár nad Sázavou    | Kraj Vysočina        |
| 55  | Vlkanov                       | 50             | okres Havlíčkův Brod      | Kraj Vysočina        |
| 56  | Důl                           | 51             | okres Pelhřimov           | Kraj Vysočina        |
| 57  | Kařízek                       | 51             | okres Rokycany            | Plzeňský kraj        |
| 58  | Makov                         | 51             | okres Blansko             | Jihomoravský kraj    |
| 59  | Měkynec                       | 51             | okres Strakonice          | Jihočeský kraj       |
| 60  | Petrovičky                    | 51             | okres Jičín               | Královéhradecký kraj |
| 61  | Rovná                         | 51             | okres Pelhřimov           | Kraj Vysočina        |
| 62  | Svrabov                       | 51             | okres Tábor               | Jihočeský kraj       |
| 63  | Vlčetínec                     | 51             | okres Jindřichův Hradec   | Jihočeský kraj       |
| 64  | Zahorčice                     | 51             | okres Strakonice          | Jihočeský kraj       |
| 65  | Štítov                        | 51             | okres Rokycany            | Plzeňský kraj        |
| 66  | Kožlí                         | 52             | okres Písek               | Jihočeský kraj       |
| 67  | Kyjov                         | 52             | okres Žďár nad Sázavou    | Kraj Vysočina        |
| 68  | Lubné                         | 52             | okres Brno-venkov         | Jihomoravský kraj    |
| 69  | Martinice u Onšova            | 52             | okres Pelhřimov           | Kraj Vysočina        |
| 70  | Vacovice                      | 52             | okres Strakonice          | Jihočeský kraj       |
| 71  | Budyně                        | 53             | okres Strakonice          | Jihočeský kraj       |
| 72  | Domoraz                       | 53             | okres Klatovy             | Plzeňský kraj        |
| 73  | Hadravova Rosička             | 53             | okres Jindřichův Hradec   | Jihočeský kraj       |
| 74  | Janoušov                      | 53             | okres Šumperk             | Olomoucký kraj       |
| 75  | Úhořilka                      | 53             | okres Havlíčkův Brod      | Kraj Vysočina        |
| 76  | Dolní Lochov                  | 54             | okres Jičín               | Královéhradecký kraj |
| 77  | Hartinkov                     | 54             | okres Svitavy             | Pardubický kraj      |
| 78  | Horní Smrčné                  | 54             | okres Třebíč              | Kraj Vysočina        |
| 79  | Jiřice u Moravských Budějovic | 54             | okres Znojmo              | Jihomoravský kraj    |
| 80  | Mlýnské Struhadlo             | 54             | okres Klatovy             | Plzeňský kraj        |
| 81  | Strýčice                      | 54             | okres České Budějovice    | Jihočeský kraj       |
| 82  | Týniště                       | 54             | okres Plzeň-jih           | Plzeňský kraj        |
| 83  | Lažany                        | 55             | okres Strakonice          | Jihočeský kraj       |
| 84  | Drunče                        | 56             | okres Jindřichův Hradec   | Jihočeský kraj       |
| 85  | Heřmanice                     | 56             | okres Havlíčkův Brod      | Kraj Vysočina        |
| 86  | Velká Chmelištná              | 56             | okres Rakovník            | Středočeský kraj     |
| 87  | Zvotoky                       | 56             | okres Strakonice          | Jihočeský kraj       |
| 88  | Bělá                          | 57             | okres Pelhřimov           | Kraj Vysočina        |
| 89  | Nimpšov                       | 57             | okres Třebíč              | Kraj Vysočina        |
| 90  | Všehrdy                       | 57             | okres Plzeň-sever         | Plzeňský kraj        |
| 91  | Xaverov                       | 57             | okres Benešov             | Středočeský kraj     |
| 92  | Bolkov                        | 58             | okres Plzeň-jih           | Plzeňský kraj        |
| 93  | Košice                        | 58             | okres Kutná Hora          | Středočeský kraj     |
| 94  | Louka                         | 58             | okres Blansko             | Jihomoravský kraj    |
| 95  | Lubnice                       | 58             | okres Znojmo              | Jihomoravský kraj    |
| 96  | Nestrašovice                  | 58             | okres Příbram             | Středočeský kraj     |
| 97  | Pohnánec                      | 58             | okres Tábor               | Jihočeský kraj       |
| 98  | Proruby                       | 58             | okres Rychnov nad Kněžnou | Královéhradecký kraj |
| 99  | Sedlatice                     | 58             | okres Jihlava             | Kraj Vysočina        |
| 100 | Stanovice                     | 58             | okres Trutnov             | Královéhradecký kraj |
| 101 | Řídký                         | 58             | okres Svitavy             | Pardubický kraj      |
| 102 | Životice                      | 58             | okres Plzeň-jih           | Plzeňský kraj        |
| 103 | Holotín                       | 59             | okres Pardubice           | Pardubický kraj      |
| 104 | Holovousy                     | 59             | okres Plzeň-sever         | Plzeňský kraj        |
| 105 | Syrov                         | 59             | okres Pelhřimov           | Kraj Vysočina        |
| 106 | Lány                          | 60             | okres Havlíčkův Brod      | Kraj Vysočina        |
| 107 | Olšovice                      | 60             | okres Prachatice          | Jihočeský kraj       |
| 108 | Rabakov                       | 60             | okres Mladá Boleslav      | Středočeský kraj     |
| 109 | Řikonín                       | 60             | okres Brno-venkov         | Jihomoravský kraj    |
| 110 | Nový Jimramov                 | 61             | okres Žďár nad Sázavou    | Kraj Vysočina        |
| 111 | Zadní Vydří                   | 61             | okres Jihlava             | Kraj Vysočina        |
| 112 | Zdeňkov                       | 61             | okres Jihlava             | Kraj Vysočina        |
| 113 | Čenkov u Bechyně              | 61             | okres České Budějovice    | Jihočeský kraj       |
| 114 | Děkanovice                    | 62             | okres Benešov             | Středočeský kraj     |
| 115 | Janůvky                       | 62             | okres Svitavy             | Pardubický kraj      |
| 116 | Radimovice u Tábora           | 62             | okres Tábor               | Jihočeský kraj       |
| 117 | Vrbice                        | 62             | okres Prachatice          | Jihočeský kraj       |
| 118 | Dolní Těšice                  | 63             | okres Přerov              | Olomoucký kraj       |
| 119 | Lesná                         | 63             | okres Pelhřimov           | Kraj Vysočina        |
| 120 | Lovčovice                     | 63             | okres Třebíč              | Kraj Vysočina        |
| 121 | Pustina                       | 63             | okres Ústí nad Orlicí     | Pardubický kraj      |
| 122 | Rosička                       | 63             | okres Jindřichův Hradec   | Jihočeský kraj       |
| 123 | Václavy                       | 63             | okres Rakovník            | Středočeský kraj     |
| 124 | Blažim                        | 64             | okres Plzeň-sever         | Plzeňský kraj        |
| 125 | Březí                         | 64             | okres Strakonice          | Jihočeský kraj       |
| 126 | Choratice                     | 64             | okres Benešov             | Středočeský kraj     |
| 127 | Dílce                         | 64             | okres Jičín               | Královéhradecký kraj |
| 128 | Slatina                       | 64             | okres Plzeň-sever         | Plzeňský kraj        |
| 129 | Střítež pod Křemešníkem       | 64             | okres Pelhřimov           | Kraj Vysočina        |
| 130 | Vrážné                        | 64             | okres Svitavy             | Pardubický kraj      |
| 131 | Vísky                         | 64             | okres Rokycany            | Plzeňský kraj        |
| 132 | Útěchovice                    | 64             | okres Pelhřimov           | Kraj Vysočina        |
| 133 | Eš                            | 65             | okres Pelhřimov           | Kraj Vysočina        |
| 134 | Hora Svatého Václava          | 65             | okres Domažlice           | Plzeňský kraj        |
| 135 | Kunčina Ves                   | 65             | okres Blansko             | Jihomoravský kraj    |
| 136 | Slavníč                       | 65             | okres Havlíčkův Brod      | Kraj Vysočina        |
| 137 | Urbanice                      | 65             | okres Pardubice           | Pardubický kraj      |
| 138 | Velečín                       | 65             | okres Plzeň-sever         | Plzeňský kraj        |
| 139 | Závraty                       | 65             | okres České Budějovice    | Jihočeský kraj       |
| 140 | Únice                         | 65             | okres Strakonice          | Jihočeský kraj       |
| 141 | Dunice                        | 66             | okres Benešov             | Středočeský kraj     |
| 142 | Dívčí Kopy                    | 66             | okres Jindřichův Hradec   | Jihočeský kraj       |
| 143 | Nová Pláň                     | 66             | okres Bruntál             | Moravskoslezský kraj |
| 144 | Nová Ves u Jarošova           | 66             | okres Svitavy             | Pardubický kraj      |
| 145 | Zábrdí                        | 66             | okres Prachatice          | Jihočeský kraj       |
| 146 | Hornice                       | 67             | okres Třebíč              | Kraj Vysočina        |
| 147 | Hornosín                      | 67             | okres Strakonice          | Jihočeský kraj       |
| 148 | Horní Paseka                  | 67             | okres Havlíčkův Brod      | Kraj Vysočina        |
| 149 | Okrouhlá                      | 67             | okres Písek               | Jihočeský kraj       |
| 150 | Popůvky                       | 67             | okres Třebíč              | Kraj Vysočina        |
| 151 | Třešovice                     | 67             | okres Strakonice          | Jihočeský kraj       |
| 152 | Vevčice                       | 67             | okres Znojmo              | Jihomoravský kraj    |
| 153 | Zálesná Zhoř                  | 67             | okres Brno-venkov         | Jihomoravský kraj    |
| 154 | Dolní Hradiště                | 68             | okres Plzeň-sever         | Plzeňský kraj        |
| 155 | Horská Kvilda                 | 68             | okres Klatovy             | Plzeňský kraj        |
| 156 | Lhotka                        | 68             | okres Přerov              | Olomoucký kraj       |
| 157 | Libchyně                      | 68             | okres Náchod              | Královéhradecký kraj |
| 158 | Milejovice                    | 68             | okres Strakonice          | Jihočeský kraj       |
| 159 | Oslnovice                     | 68             | okres Znojmo              | Jihomoravský kraj    |
| 160 | Volevčice                     | 68             | okres Jihlava             | Kraj Vysočina        |
| 161 | Bdín                          | 69             | okres Rakovník            | Středočeský kraj     |
| 162 | Ježov                         | 69             | okres Pelhřimov           | Kraj Vysočina        |
| 163 | Katov                         | 69             | okres Tábor               | Jihočeský kraj       |
| 164 | Krakovec                      | 69             | okres Rakovník            | Středočeský kraj     |
| 165 | Mezihoří                      | 69             | okres Klatovy             | Plzeňský kraj        |
| 166 | Záhoří                        | 69             | okres Tábor               | Jihočeský kraj       |
| 167 | Újezdec                       | 69             | okres Jindřichův Hradec   | Jihočeský kraj       |
| 168 | Útěchovičky                   | 69             | okres Pelhřimov           | Kraj Vysočina        |
| 169 | Bukovník                      | 70             | okres Klatovy             | Plzeňský kraj        |
| 170 | Přebuz                        | 70             | okres Sokolov             | Karlovarský kraj     |
| 171 | Třebějice                     | 70             | okres Tábor               | Jihočeský kraj       |
| 172 | Nový Dvůr                     | 71             | okres Nymburk             | Středočeský kraj     |
| 173 | Ostrov                        | 71             | okres Benešov             | Středočeský kraj     |
| 174 | Pastuchovice                  | 71             | okres Plzeň-sever         | Plzeňský kraj        |
| 175 | Pšánky                        | 71             | okres Hradec Králové      | Královéhradecký kraj |
| 176 | Vikantice                     | 71             | okres Šumperk             | Olomoucký kraj       |
| 177 | Vícemil                       | 71             | okres Jindřichův Hradec   | Jihočeský kraj       |
| 178 | Krejnice                      | 72             | okres Strakonice          | Jihočeský kraj       |
| 179 | Plchovice                     | 72             | okres Ústí nad Orlicí     | Pardubický kraj      |
| 180 | Skryje                        | 72             | okres Brno-venkov         | Jihomoravský kraj    |
| 181 | Šetějovice                    | 72             | okres Benešov             | Středočeský kraj     |
| 182 | Klatovec                      | 73             | okres Jihlava             | Kraj Vysočina        |
| 183 | Kluky                         | 73             | okres Mladá Boleslav      | Středočeský kraj     |
| 184 | Proseč                        | 73             | okres Pelhřimov           | Kraj Vysočina        |
| 185 | Doňov                         | 74             | okres Jindřichův Hradec   | Jihočeský kraj       |
| 186 | Haškovcova Lhota              | 74             | okres Tábor               | Jihočeský kraj       |
| 187 | Mohelnice                     | 74             | okres Plzeň-jih           | Plzeňský kraj        |
| 188 | Nelepeč-Žernůvka              | 74             | okres Brno-venkov         | Jihomoravský kraj    |
| 189 | Pohleď                        | 74             | okres Havlíčkův Brod      | Kraj Vysočina        |
| 190 | Těchobuz                      | 74             | okres Pelhřimov           | Kraj Vysočina        |
| 191 | Chlístov                      | 75             | okres Rychnov nad Kněžnou | Královéhradecký kraj |
| 192 | Jedlany                       | 75             | okres Tábor               | Jihočeský kraj       |
| 193 | Litichovice                   | 75             | okres Benešov             | Středočeský kraj     |
| 194 | Zhoř                          | 75             | okres Brno-venkov         | Jihomoravský kraj    |
| 195 | Biskupice                     | 76             | okres Chrudim             | Pardubický kraj      |
| 196 | Boňkov                        | 76             | okres Havlíčkův Brod      | Kraj Vysočina        |
| 197 | Bratronice                    | 76             | okres Strakonice          | Jihočeský kraj       |
| 198 | Brodeslavy                    | 76             | okres Plzeň-sever         | Plzeňský kraj        |
| 199 | Lhotka u Radnic               | 76             | okres Rokycany            | Plzeňský kraj        |
| 200 | Olší                          | 76             | okres Jihlava             | Kraj Vysočina        |
| 201 | Ostřetice                     | 76             | okres Klatovy             | Plzeňský kraj        |
| 202 | Ořechov                       | 76             | okres Jihlava             | Kraj Vysočina        |
| 203 | Probulov                      | 76             | okres Písek               | Jihočeský kraj       |
| 204 | Přeckov                       | 76             | okres Třebíč              | Kraj Vysočina        |
| 205 | Rybníček                      | 76             | okres Havlíčkův Brod      | Kraj Vysočina        |
| 206 | Vodranty                      | 76             | okres Kutná Hora          | Středočeský kraj     |
| 207 | Horní Vilémovice              | 77             | okres Třebíč              | Kraj Vysočina        |
| 208 | Neveklovice                   | 77             | okres Mladá Boleslav      | Středočeský kraj     |
| 209 | Onšov                         | 77             | okres Znojmo              | Jihomoravský kraj    |
| 210 | Pohorovice                    | 77             | okres Strakonice          | Jihočeský kraj       |
| 211 | Skály                         | 77             | okres Strakonice          | Jihočeský kraj       |
| 212 | Srbce                         | 77             | okres Prostějov           | Olomoucký kraj       |
| 213 | Drahouš                       | 78             | okres Rakovník            | Středočeský kraj     |
| 214 | Kamenný Malíkov               | 78             | okres Jindřichův Hradec   | Jihočeský kraj       |
| 215 | Kunkovice                     | 78             | okres Kroměříž            | Zlínský kraj         |
| 216 | Močerady                      | 78             | okres Domažlice           | Plzeňský kraj        |
| 217 | Sebečice                      | 78             | okres Rokycany            | Plzeňský kraj        |
| 218 | Tasovice                      | 78             | okres Blansko             | Jihomoravský kraj    |
| 219 | Švihov                        | 78             | okres Rakovník            | Středočeský kraj     |
| 220 | Bečice                        | 79             | okres Tábor               | Jihočeský kraj       |
| 221 | Blanné                        | 79             | okres Znojmo              | Jihomoravský kraj    |
| 222 | Hracholusky                   | 79             | okres Rakovník            | Středočeský kraj     |
| 223 | Píšť                          | 79             | okres Pelhřimov           | Kraj Vysočina        |
| 224 | Dubovice                      | 80             | okres Pelhřimov           | Kraj Vysočina        |
| 225 | Honětice                      | 80             | okres Kroměříž            | Zlínský kraj         |
| 226 | Hrachoviště                   | 80             | okres Jindřichův Hradec   | Jihočeský kraj       |
| 227 | Kamenec                       | 80             | okres Rokycany            | Plzeňský kraj        |
| 228 | Lesůňky                       | 80             | okres Třebíč              | Kraj Vysočina        |
| 229 | Pohnání                       | 80             | okres Tábor               | Jihočeský kraj       |
| 230 | Ponědrážka                    | 80             | okres Jindřichův Hradec   | Jihočeský kraj       |
| 231 | Suchá Lhota                   | 80             | okres Svitavy             | Pardubický kraj      |
| 232 | Troskovice                    | 80             | okres Semily              | Liberecký kraj       |
| 233 | Vlčí                          | 80             | okres Plzeň-jih           | Plzeňský kraj        |
| 234 | Černýšovice                   | 80             | okres Tábor               | Jihočeský kraj       |
| 235 | Žerůtky                       | 80             | okres Blansko             | Jihomoravský kraj    |
| 236 | Županovice                    | 80             | okres Příbram             | Středočeský kraj     |
| 237 | Chomle                        | 81             | okres Rokycany            | Plzeňský kraj        |
| 238 | Dolní Sokolovec               | 81             | okres Havlíčkův Brod      | Kraj Vysočina        |
| 239 | Javor                         | 81             | okres Klatovy             | Plzeňský kraj        |
| 240 | Olbramov                      | 81             | okres Tachov              | Plzeňský kraj        |
| 241 | Staré Bříště                  | 81             | okres Pelhřimov           | Kraj Vysočina        |
| 242 | Újezdec                       | 81             | okres Prachatice          | Jihočeský kraj       |
| 243 | Haluzice                      | 82             | okres Zlín                | Zlínský kraj         |
| 244 | Hodonín                       | 82             | okres Chrudim             | Pardubický kraj      |
| 245 | Jiratice                      | 82             | okres Třebíč              | Kraj Vysočina        |
| 246 | Kalenice                      | 82             | okres Strakonice          | Jihočeský kraj       |
| 247 | Libochovičky                  | 82             | okres Kladno              | Středočeský kraj     |
| 248 | Ohařice                       | 82             | okres Jičín               | Královéhradecký kraj |
| 249 | Olšany                        | 82             | okres Jihlava             | Kraj Vysočina        |
| 250 | Smilovice                     | 82             | okres Rakovník            | Středočeský kraj     |
| 251 | Sudějov                       | 82             | okres Kutná Hora          | Středočeský kraj     |
| 252 | Šebestěnice                   | 82             | okres Kutná Hora          | Středočeský kraj     |
| 253 | Kovčín                        | 83             | okres Klatovy             | Plzeňský kraj        |
| 254 | Mešno                         | 83             | okres Rokycany            | Plzeňský kraj        |
| 255 | Pelechy                       | 83             | okres Domažlice           | Plzeňský kraj        |
| 256 | Přepychy                      | 83             | okres Pardubice           | Pardubický kraj      |
| 257 | Zvolenovice                   | 83             | okres Jihlava             | Kraj Vysočina        |
| 258 | Borovná                       | 84             | okres Jihlava             | Kraj Vysočina        |
| 259 | Kuňovice                      | 84             | okres Benešov             | Středočeský kraj     |
| 260 | Libětice                      | 84             | okres Strakonice          | Jihočeský kraj       |
| 261 | Rojetín                       | 84             | okres Brno-venkov         | Jihomoravský kraj    |
| 262 | Ubušínek                      | 84             | okres Žďár nad Sázavou    | Kraj Vysočina        |
| 263 | Vanov                         | 84             | okres Jihlava             | Kraj Vysočina        |
| 264 | Arneštovice                   | 85             | okres Pelhřimov           | Kraj Vysočina        |
| 265 | Bujesily                      | 85             | okres Rokycany            | Plzeňský kraj        |
| 266 | Hojovice                      | 85             | okres Pelhřimov           | Kraj Vysočina        |
| 267 | Horní Němčice                 | 85             | okres Jindřichův Hradec   | Jihočeský kraj       |
| 268 | Jedlá                         | 85             | okres Havlíčkův Brod      | Kraj Vysočina        |
| 269 | Meziříčko                     | 85             | okres Třebíč              | Kraj Vysočina        |
| 270 | Milešín                       | 85             | okres Žďár nad Sázavou    | Kraj Vysočina        |
| 271 | Nicov                         | 85             | okres Prachatice          | Jihočeský kraj       |
| 272 | Oprostovice                   | 85             | okres Přerov              | Olomoucký kraj       |
| 273 | Prodašice                     | 85             | okres Mladá Boleslav      | Středočeský kraj     |
| 274 | Vrchovnice                    | 85             | okres Hradec Králové      | Královéhradecký kraj |
| 275 | Štichov                       | 85             | okres Plzeň-jih           | Plzeňský kraj        |
| 276 | Brodec                        | 86             | okres Louny               | Ústecký kraj         |
| 277 | Bukovina u Přelouče           | 86             | okres Pardubice           | Pardubický kraj      |
| 278 | Hnačov                        | 86             | okres Klatovy             | Plzeňský kraj        |
| 279 | Horní Rožínka                 | 86             | okres Žďár nad Sázavou    | Kraj Vysočina        |
| 280 | Horčápsko                     | 86             | okres Příbram             | Středočeský kraj     |
| 281 | Kozojedy                      | 86             | okres Rakovník            | Středočeský kraj     |
| 282 | Křišťanov                     | 86             | okres Prachatice          | Jihočeský kraj       |
| 283 | Libkov                        | 86             | okres Chrudim             | Pardubický kraj      |
| 284 | Nehodiv                       | 86             | okres Klatovy             | Plzeňský kraj        |
| 285 | Trpík                         | 86             | okres Ústí nad Orlicí     | Pardubický kraj      |
| 286 | Řitonice                      | 86             | okres Mladá Boleslav      | Středočeský kraj     |
| 287 | Kolaje                        | 87             | okres Nymburk             | Středočeský kraj     |
| 288 | Přerubenice                   | 87             | okres Rakovník            | Středočeský kraj     |
| 289 | Račice                        | 87             | okres Třebíč              | Kraj Vysočina        |
| 290 | Tužice                        | 87             | okres Klatovy             | Plzeňský kraj        |
| 291 | Řídelov                       | 87             | okres Jihlava             | Kraj Vysočina        |
| 292 | Bačkovice                     | 88             | okres Třebíč              | Kraj Vysočina        |
| 293 | Kyje                          | 88             | okres Jičín               | Královéhradecký kraj |
| 294 | Němčičky                      | 88             | okres Znojmo              | Jihomoravský kraj    |
| 295 | Stehlovice                    | 88             | okres Písek               | Jihočeský kraj       |
| 296 | Černíkovice                   | 88             | okres Plzeň-sever         | Plzeňský kraj        |
| 297 | Kvílice                       | 89             | okres Kladno              | Středočeský kraj     |
| 298 | Litohošť                      | 89             | okres Pelhřimov           | Kraj Vysočina        |
| 299 | Otín                          | 89             | okres Jihlava             | Kraj Vysočina        |
| 300 | Snět                          | 89             | okres Benešov             | Středočeský kraj     |
| 301 | Vratislávka                   | 89             | okres Brno-venkov         | Jihomoravský kraj    |
| 302 | Vysočany                      | 89             | okres Znojmo              | Jihomoravský kraj    |
| 303 | Újezd                         | 89             | okres Znojmo              | Jihomoravský kraj    |
| 304 | Švábov                        | 89             | okres Jihlava             | Kraj Vysočina        |
| 305 | Žirov                         | 89             | okres Pelhřimov           | Kraj Vysočina        |
| 306 | Bílov                         | 90             | okres Plzeň-sever         | Plzeňský kraj        |
| 307 | Heřmaneč                      | 90             | okres Jindřichův Hradec   | Jihočeský kraj       |
| 308 | Kukle                         | 90             | okres Svitavy             | Pardubický kraj      |
| 309 | Nezabudice                    | 90             | okres Rakovník            | Středočeský kraj     |
| 310 | Odunec                        | 90             | okres Třebíč              | Kraj Vysočina        |
| 311 | Pětikozly                     | 90             | okres Mladá Boleslav      | Středočeský kraj     |
| 312 | Radonín                       | 90             | okres Třebíč              | Kraj Vysočina        |
| 313 | Rozseč                        | 90             | okres Žďár nad Sázavou    | Kraj Vysočina        |
| 314 | Strachoňovice                 | 90             | okres Jihlava             | Kraj Vysočina        |
| 315 | Vojníkov                      | 90             | okres Písek               | Jihočeský kraj       |
| 316 | Zvěstovice                    | 90             | okres Havlíčkův Brod      | Kraj Vysočina        |
| 317 | Zádolí                        | 90             | okres Ústí nad Orlicí     | Pardubický kraj      |
| 318 | Úlehle                        | 90             | okres Strakonice          | Jihočeský kraj       |
| 319 | Čečkovice                     | 90             | okres Havlíčkův Brod      | Kraj Vysočina        |
| 320 | Borovnice                     | 91             | okres Benešov             | Středočeský kraj     |
| 321 | Brzánky                       | 91             | okres Litoměřice          | Ústecký kraj         |
| 322 | Budkov                        | 91             | okres Prachatice          | Jihočeský kraj       |
| 323 | Horní Myslová                 | 91             | okres Jihlava             | Kraj Vysočina        |
| 324 | Kostelní Myslová              | 91             | okres Jihlava             | Kraj Vysočina        |
| 325 | Mohelnice nad Jizerou         | 91             | okres Mladá Boleslav      | Středočeský kraj     |
| 326 | Proseč pod Křemešníkem        | 91             | okres Pelhřimov           | Kraj Vysočina        |
| 327 | Schořov                       | 91             | okres Kutná Hora          | Středočeský kraj     |
| 328 | Janovice v Podještědí         | 92             | okres Liberec             | Liberecký kraj       |
| 329 | Jindřichovice                 | 92             | okres Jihlava             | Kraj Vysočina        |
| 330 | Kojatín                       | 92             | okres Třebíč              | Kraj Vysočina        |
| 331 | Nasavrky                      | 92             | okres Tábor               | Jihočeský kraj       |
| 332 | Čelistná                      | 92             | okres Pelhřimov           | Kraj Vysočina        |
| 333 | Dvory                         | 93             | okres Prachatice          | Jihočeský kraj       |
| 334 | Hodětín                       | 93             | okres Tábor               | Jihočeský kraj       |
| 335 | Leškovice                     | 93             | okres Havlíčkův Brod      | Kraj Vysočina        |
| 336 | Pivkovice                     | 93             | okres Strakonice          | Jihočeský kraj       |
| 337 | Soběraz                       | 93             | okres Jičín               | Královéhradecký kraj |
| 338 | Bácovice                      | 94             | okres Pelhřimov           | Kraj Vysočina        |
| 339 | Cidlina                       | 94             | okres Třebíč              | Kraj Vysočina        |
| 340 | Křižanov                      | 94             | okres Písek               | Jihočeský kraj       |
| 341 | Přední Zborovice              | 94             | okres Strakonice          | Jihočeský kraj       |
| 342 | Rodná                         | 94             | okres Tábor               | Jihočeský kraj       |
| 343 | Sedliště                      | 94             | okres Jičín               | Královéhradecký kraj |
| 344 | Bukovany                      | 95             | okres Příbram             | Středočeský kraj     |
| 345 | Hlince                        | 95             | okres Plzeň-sever         | Plzeňský kraj        |
| 346 | Hlupín                        | 95             | okres Strakonice          | Jihočeský kraj       |
| 347 | Myslín                        | 95             | okres Písek               | Jihočeský kraj       |
| 348 | Svatojanský Újezd             | 95             | okres Jičín               | Královéhradecký kraj |
| 349 | Trotina                       | 95             | okres Trutnov             | Královéhradecký kraj |
| 350 | Želkovice                     | 95             | okres Louny               | Ústecký kraj         |
| 351 | Borek                         | 96             | okres Jičín               | Královéhradecký kraj |
| 352 | Borovno                       | 96             | okres Plzeň-jih           | Plzeňský kraj        |
| 353 | Drslavice                     | 96             | okres Prachatice          | Jihočeský kraj       |
| 354 | Krajníčko                     | 96             | okres Strakonice          | Jihočeský kraj       |
| 355 | Kubova Huť                    | 96             | okres Prachatice          | Jihočeský kraj       |
| 356 | Morašice                      | 96             | okres Pardubice           | Pardubický kraj      |
| 357 | Nejepín                       | 96             | okres Havlíčkův Brod      | Kraj Vysočina        |
| 358 | Počaply                       | 96             | okres Příbram             | Středočeský kraj     |
| 359 | Prusice                       | 96             | okres Praha-východ        | Středočeský kraj     |
| 360 | Slatina                       | 96             | okres Klatovy             | Plzeňský kraj        |
| 361 | Vlkov pod Oškobrhem           | 96             | okres Nymburk             | Středočeský kraj     |
| 362 | Vlčtejn                       | 96             | okres Plzeň-jih           | Plzeňský kraj        |
| 363 | Zvíkov                        | 96             | okres Český Krumlov       | Jihočeský kraj       |
| 364 | Zálužice                      | 96             | okres Louny               | Ústecký kraj         |
| 365 | Bukovice                      | 97             | okres Brno-venkov         | Jihomoravský kraj    |
| 366 | Dolní Vilímeč                 | 97             | okres Jihlava             | Kraj Vysočina        |
| 367 | Doubice                       | 97             | okres Děčín               | Ústecký kraj         |
| 368 | Lesná                         | 97             | okres Třebíč              | Kraj Vysočina        |
| 369 | Lhotka                        | 97             | okres Jihlava             | Kraj Vysočina        |
| 370 | Velké Tresné                  | 97             | okres Žďár nad Sázavou    | Kraj Vysočina        |
| 371 | Bořetín                       | 98             | okres Jindřichův Hradec   | Jihočeský kraj       |
| 372 | Brtnička                      | 98             | okres Jihlava             | Kraj Vysočina        |
| 373 | Grunta                        | 98             | okres Kolín               | Středočeský kraj     |
| 374 | Holenice                      | 98             | okres Semily              | Liberecký kraj       |
| 375 | Horní Řepčice                 | 98             | okres Litoměřice          | Ústecký kraj         |
| 376 | Luka                          | 98             | okres Česká Lípa          | Liberecký kraj       |
| 377 | Horní Radslavice              | 99             | okres Žďár nad Sázavou    | Kraj Vysočina        |
| 378 | Nový Telečkov                 | 99             | okres Třebíč              | Kraj Vysočina        |
| 379 | Podolí                        | 99             | okres Žďár nad Sázavou    | Kraj Vysočina        |
| 380 | Radňoves                      | 99             | okres Žďár nad Sázavou    | Kraj Vysočina        |
| 381 | Višňová                       | 99             | okres Jindřichův Hradec   | Jihočeský kraj       |
| 382 | Řemíčov                       | 99             | okres Tábor               | Jihočeský kraj       |
| 383 | Židovice                      | 99             | okres Jičín               | Královéhradecký kraj |
| 384 | Hrutov                        | 100            | okres Jihlava             | Kraj Vysočina        |
| 385 | Hrádek                        | 100            | okres Ústí nad Orlicí     | Pardubický kraj      |
| 386 | Jahodov                       | 100            | okres Rychnov nad Kněžnou | Královéhradecký kraj |
| 387 | Kejnice                       | 100            | okres Klatovy             | Plzeňský kraj        |
| 388 | Nové Hutě                     | 100            | okres Prachatice          | Jihočeský kraj       |
| 389 | Okarec                        | 100            | okres Třebíč              | Kraj Vysočina        |
| 390 | Osové                         | 100            | okres Žďár nad Sázavou    | Kraj Vysočina        |
| 391 | Skorkov                       | 100            | okres Havlíčkův Brod      | Kraj Vysočina        |
| 392 | Tušovice                      | 100            | okres Příbram             | Středočeský kraj     |